# Clube Atlético de Macedo de Cavaleiros
Maillots
Le Clube Atlético de Macedo de Cavaleiros est un club de football Portugais qui évolue en II Divisão. Le club est basé à Macedo de Cavaleiros.

## Histoire
Le club évolue en troisième division portugaise lors des saisons 2010-2011 et 2011-2012.

## Anciens joueurs
- Johnny Ramos